# Peter Kaufmann (Bildhauer)
Johann Peter Kaufmann (auch: Peter Kauffmann, Pierre Kauffmann, * 16. Februar 1764 in Reuthe im Bregenzerwald; † 2. August 1829 in Weimar) war Bildhauer.

## Leben
Johann Peter Kaufmann wurde in Reuthe bei Bezau im Bregenzerwald in einfachen Verhältnissen geboren. Als junger Mann wurde er im Elsaß von seinem Landsmann Gabriel Ignaz Ritter als Holzbildhauer ausgebildet. Danach ging er einige Jahre nach Frankreich und mit Unterstützung von Kurfürst Karl Theodor von Bayern zur weiteren Ausbildung nach Rom, wo er über 20 Jahre blieb.
Kaufmann war verheiratet und aus der Ehe stammen die zwei Söhne Ludwig und Ludwig Kaspar. Ludwig Kaufmann wurde ebenfalls Bildhauer, während der jüngere Sohn Ludwig Kaspar sich zum Typographen ausbildete.

## Tätigkeit
Er wurde 1817 Hofbildhauer im Sachsen-Weimar-Eisenach. Bei seiner Berufung war Ferdinand Jagemann die treibende Kraft, welcher ihn dem Großherzog Karl August von Sachsen-Weimar-Eisenach (1757–1828) empfohlen hatte. Er folgte Carl Gottlieb Weisser in dieses Amt. Mit der Malerin Angelika Kauffmann stand er in keinem verwandtschaftlichen Verhältnis, obwohl ihm nachgesagt wurde, ein Vetter von ihr gewesen zu sein, wurde aber von ihr gefördert und in ihrem Testament bedacht. Er war in Italien Schüler von Antonio Canova und Bertel Thorwaldsen. So sind einige Werke zumindest im Park an der Ilm in Weimar ihm sicher zuzuschreiben. Das sind der Giebel am Löwenkämpferportal 1817, die  Steinfigurengruppe der Tempelherren des Tempelherrenhaus (Weimar) von 1820 und der Westgiebel des Römischen Hauses von 1819. Dieses wiederum war eine Neugestaltung eines vormaligen Giebelfeldes von Martin Gottlieb Klauer, das aber so verwittert war, dass es ersetzt werden musste. Außerdem schuf er Büsten u. a. von Carl August (Sachsen-Weimar-Eisenach), Maria Pawlowna, die sich u. a. im Residenzschloss Weimar befinden.  Kaufmann wurde auch von Goethe sehr geschätzt. Zu seinen Schülern gehörte die Gemmenschneiderin und Medailleurin Angelica Bellonata Facius. Kaufmann schuf auch 1811 die Büste Maximilians I. in der Walhalla in Regensburg. In der Weimarer Jacobskirche befindet sich in einer Ädikula über der Kanzel Kaufmanns eine Statue des segnenden Christus, die durch die Drapierung und die Arm- und Beinhaltung an die Gestalt eines römischen Rhetors gemahnt und allein durch die Haartracht auf eine nichtrömische Person hinweist. Kaufmann schuf den gesamten Kanzelaltar. Kaufmann war zudem seit 1824 bei Restaurierungsarbeiten in der Werkstatt von Christian Daniel Rauch tätig.
Zu seinen Werken zählt auch eine Porträtplastik von Angelika Kaufmann (1808 für die Künstlergilde „Virtuosi“ geschaffen) und die Pietà in der Kirche in seinem Geburtsort Reuthe (1823). Er hat laut Jodok Bär als Auftragsarbeit die Figurengruppen Ost- und Westfrieses des Aphaiatempels von Ägina, die sog. Ägineten zusammen mit Josef Franzoni restauriert. Die Hauptrolle bei der Restaurierung dieser Figurengruppe wird jedoch Thorvaldsen zugeschrieben, in dessen Werkstatt Kaufmann in Rom arbeitete. Die Ergänzungen wurden  in den 1960er Jahren wieder entfernt, weil sich die Rekonstruktionen weitgehend als falsch erwiesen, eher dem Zeitgeschmack des frühen 19. Jahrhunderts angepasst waren als der Realität entsprachen. Es wurden 2011 anlässlich des 100-jährigen Jubiläums der Entdeckung der Skulpturen nach den Originalen neu angefertigte Kunstmarmorabgüsse gefertigt mit den Ergänzungen unter Thorvaldsen  von der Glyptothek in München präsentiert.

Werke Peter Kaufmann’s (Auswahl)
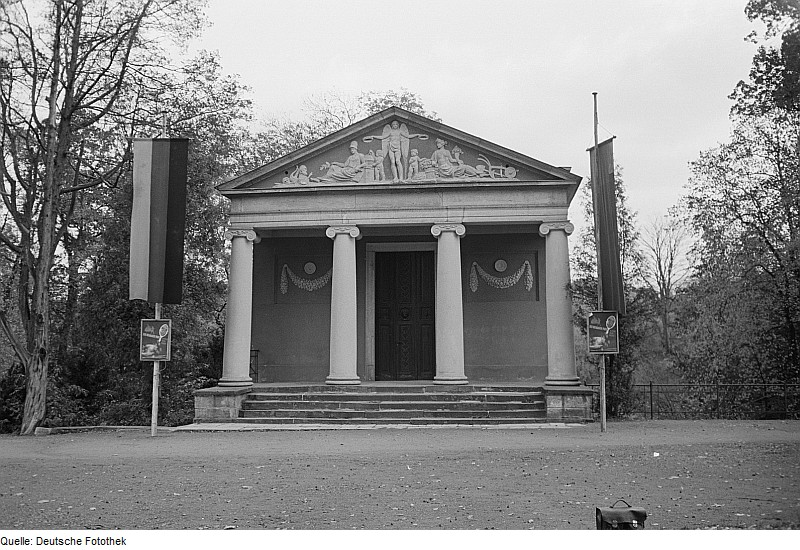
Giebel des Römischen Haus an der Ilm
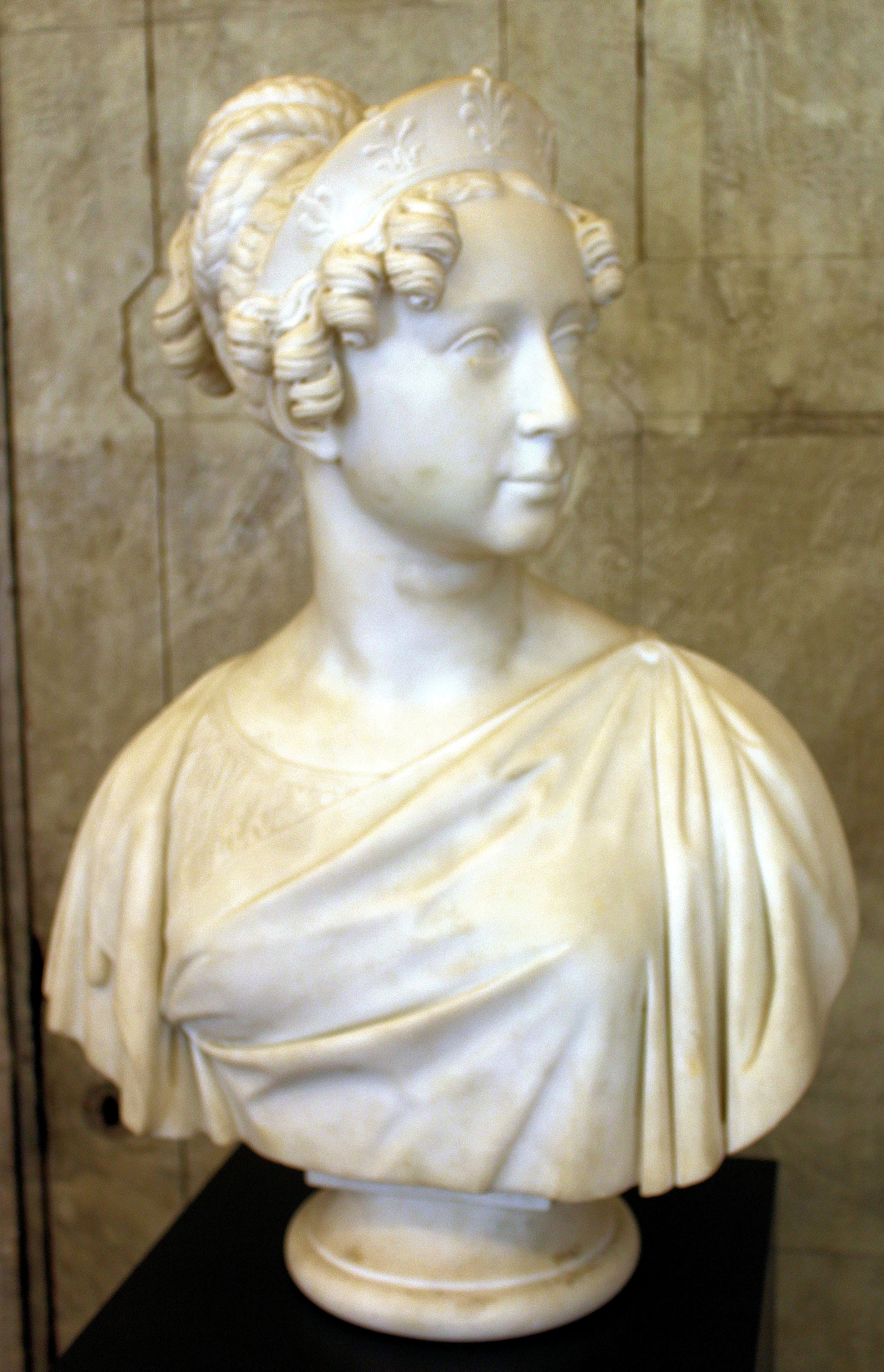
Büste von Maria Pawlowna
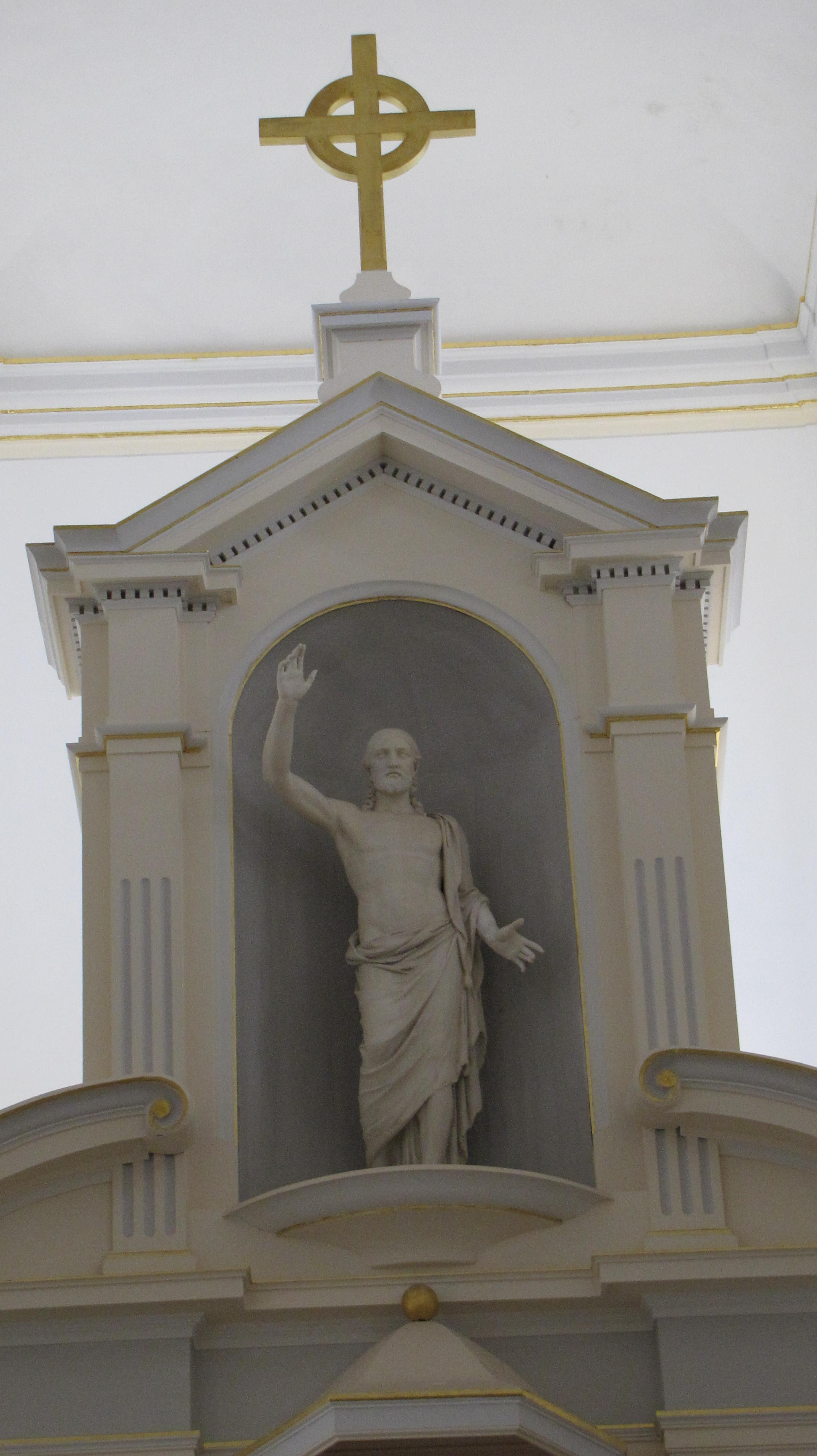
Christus-Altar der Jacobskirche in Weimar
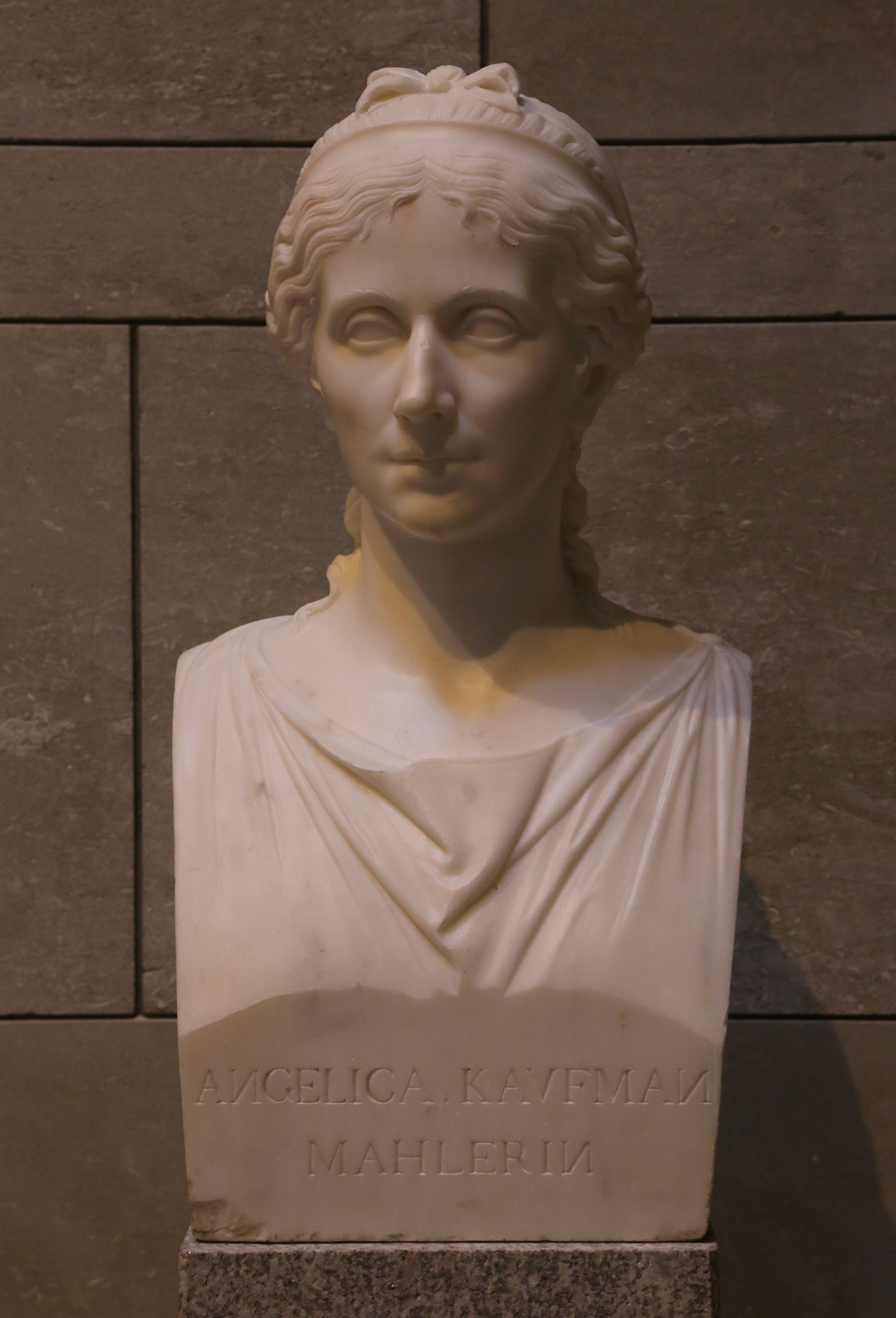
Porträt der Angelika Kaufmann in der Neuen Pinakothek in München
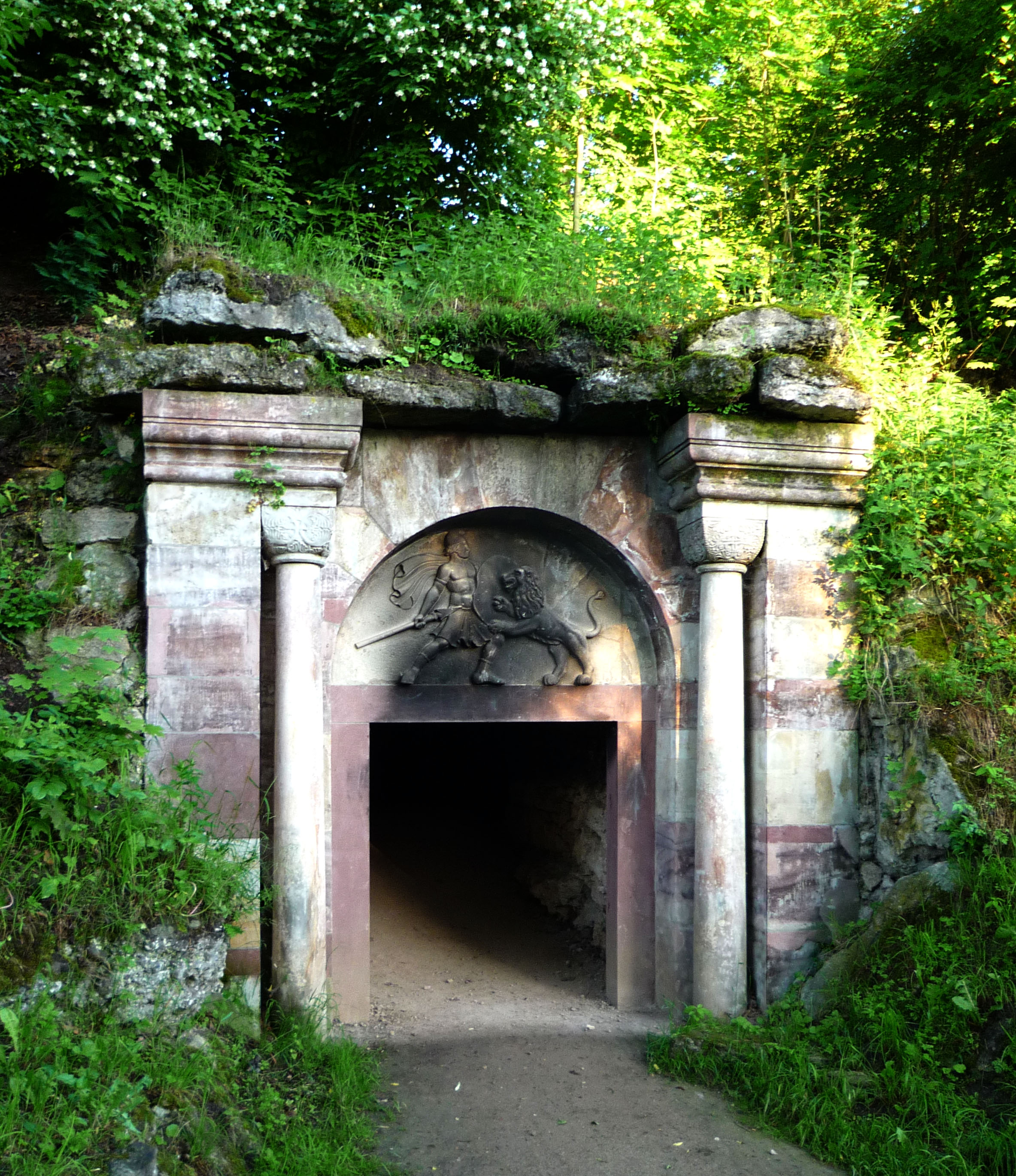
Löwenkämpferportal im Park an der Ilm